# Isabell Werth
Isabell Werth (Rheinberg, 21 de julho de 1969) é uma adestradora alemã, heptacampeã olímpica. 

## Carreira
Isabell Werth representou seu país nos Jogos Olímpicos de 1992, 1996, 2000, 2008, 2016 e 2020, sendo campeã de 1996 no adestramento individual e hexacampeã olímpica no adestramento por equipes. 